# Emil Jónsson
Emil Jónsson (født 27. oktober 1902 i Hafnarfjördur, død 30. november 1986) var en islandsk politiker, der var formand for Islands Socialdemokratiske Parti (Alþýðuflokkinn) 1958-68.
Han sad i Altinget 1934-71 og var dets formand 1956-58. Emil Jónsson var minister i en række koalitionsregeringer 1944-49 og 1958-71, herunder udenrigsminister 1965-71. Han var Islands statsminister fra 23 december 1958 til 20 november 1959.

## Ministerposter
- Trafikminister 1944-47
- Trafik- og handelsminister 1947-49
- Stats-, fiskeri- og trafikminister 1958-59
- Fiskeri- og socialminister 1959-65
- Udenrigsminister 1965-71

## Formandshverv
- 2. Næstformand for det samlede Alting 1934-37
- 1. Næstformand for Altingets andetkammer 1942-44
- Formand for Altingets andetkammer 1942
- Formand for det samlede Alting 1956-58